# Акт о Южной Африке

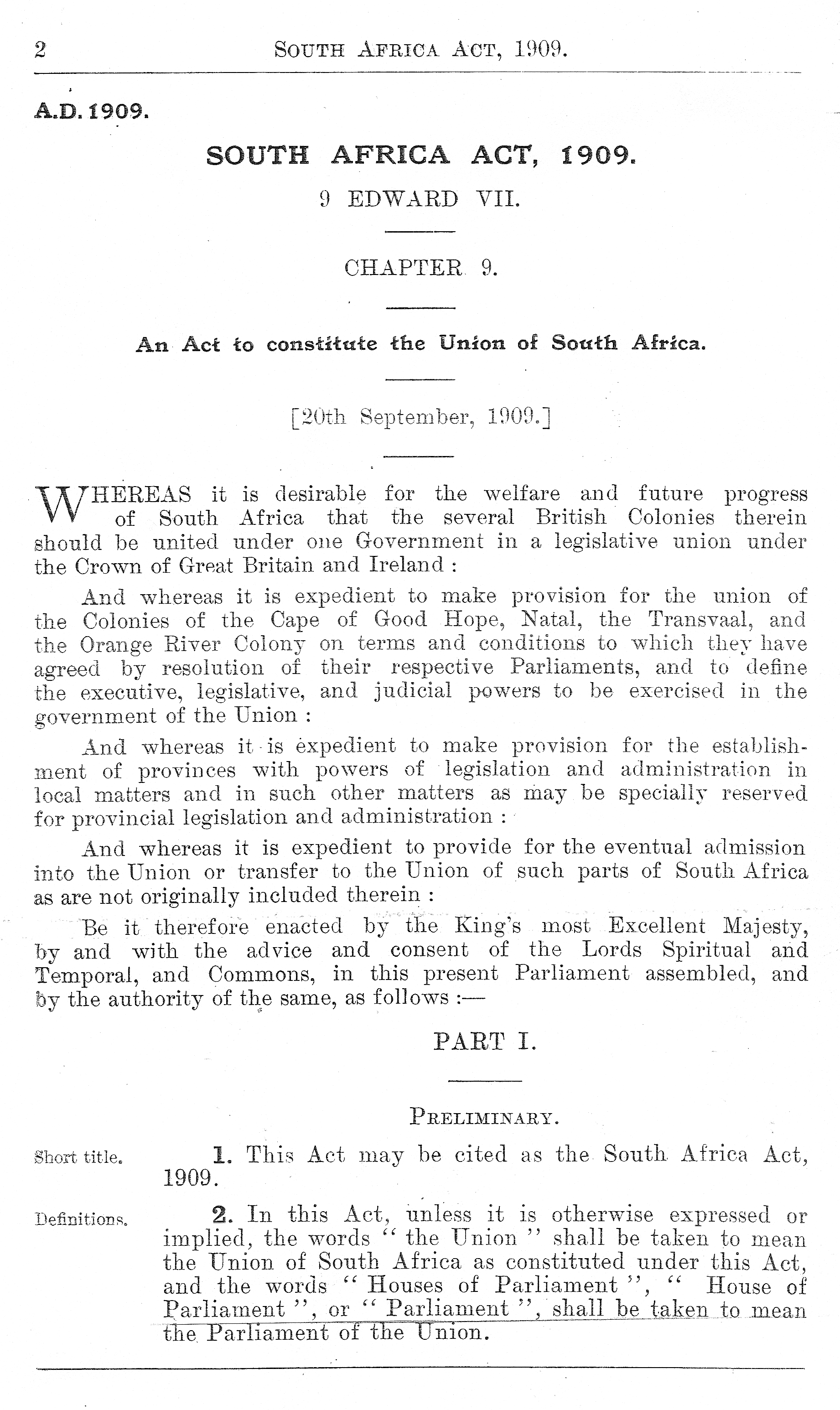
Первая часть акта

Акт о Южной Африке — принятый Британским парламентом 19 августа 1909 года, подписанный королём Эдуардом VII 20 сентября 1909 года и вступивший в силу 31 мая 1910 года документ, который провозгласил объединение четырёх английских колоний на юге Африки в один доминион Южно-Африканский Союз.
По этому документу были объединены в Южно-Африканский Союз Капская колония, Натал, Трансвааль и колония Оранжевой реки. Сам ЮАС вошёл в Британскую империю на правах доминиона. В состав ЮАС не были включены Свазиленд, Басутоленд (ныне Лесото) и Бечуаналенд (Ботсвана), которые остались под имперским управлением в качестве протекторатов.
Акт содержал текст конституции ЮАС, разработанной Южно-Африканским национальным конвентом в 1908-09 годах. Согласно акту, исполнительная власть в ЮАС принадлежала британскому монарху или назначенному ним генерал-губернатору, при котором создавался исполнительный совет. Законодательным органом ЮАС был парламент, состоящий из самого монарха, сената и ассамблеи (палаты собрания). Членами парламента могли быть выбраны только лица европейского происхождения, являвшимися также британскими подданными. 8 из 40 членов сената назначались генерал-губернатором, другие выбирались из состава парламентов провинций. Избирательное право было предоставлено только белому населению. В Капской провинции право голоса получила также часть небелого населения — британские подданные мужского пола, достигшие 21 года, которые проходили по образовательному и имущественному цензу.
Акт положил начало закреплению и унификации системы расовой и национальной дискриминации, которая переросла позднее в систему апартеида. Акт действовал более 50 лет и был положен в основу конституции ЮАР 1961 года, действовавшей до 1984.